# EU-Fahrzeugklasse
Als EU-Fahrzeugklasse wird in der Europäischen Union (EU) eine Gruppe von technisch und funktional vergleichbaren Kraftfahrzeugen bezeichnet, die zum Zweck der Systematisierung nach den Kriterien der Verordnung (EU) 2018/858 zusammengefasst werden. Die EU-Fahrzeugklasse wird in der Zulassungsbescheinigung des Fahrzeugs vermerkt und ersetzt in Deutschland bei Fahrzeugen, deren Typengenehmigung vor Oktober 2015 erteilt wurde, die vorherige nationale Systematik. Die alten Bezeichnungen werden vorläufig beibehalten.
Bereits 1970 hatte die Europäische Wirtschaftsgemeinschaft zur Definition einheitlicher Fahrzeugklassen die bis 2009 geltende Richtlinie 70/156/EWG erlassen.
Die Verordnung (EU) 2018/858 enthält Bestimmungen für Kraftfahrzeuge zur Personenbeförderung (Fahrzeugklasse M) und zur Güterbeförderung (Fahrzeugklasse N) sowie deren Anhänger (Fahrzeugklasse O).
Seit Anfang 2013 klassifizieren außerdem die Verordnung (EU) Nr. 167/2013 Land- und forstwirtschaftliche Fahrzeuge als Zugmaschinen (Fahrzeugklassen T und C), Anhänger (Fahrzeugklasse R) und gezogene auswechselbare Geräte (Fahrzeugklasse S) sowie die Verordnung (EU) Nr. 168/2013 leichte ein- und zweispurige Kraftfahrzeuge (Fahrzeugklasse L).
EU-Vorschriften über Fahrzeuge beziehen sich auf diese EU-Fahrzeugklassen. So wird beispielsweise die dritte Bremsleuchte für die Fahrzeugklasse M1 vorgeschrieben und für sonstige EU-Fahrzeugklassen für zulässig erklärt. Auch Abgasvorschriften unterscheiden sich nach diesen Fahrzeugklassen.

## Kraftfahrzeuge und Anhänger
Die Kraftfahrzeuge zur Personenbeförderung (Fahrzeugklasse M), die Kraftfahrzeuge zur Güterbeförderung (Fahrzeugklasse N) und die Anhänger für Kraftfahrzeuge (Fahrzeugklasse O), sowie deren Unterklassen Geländefahrzeug (G) und Fahrzeuge mit besonderer Zweckbestimmung sind nach der Verordnung (EU) 2018/858 vom 30. Mai 2018 klassifiziert.

### Klasse M (Personenbeförderung)
Zur Personenbeförderung ausgelegte und gebaute Kraftfahrzeuge mit mindestens vier Rädern (umgangssprachlich Automobile, Wohnmobile und Busse).
Klasse M1Fahrzeuge zur Personenbeförderung mit höchstens acht Sitzplätzen außer dem Fahrersitz (umgangssprachlich Automobile und Wohnmobile).
Klasse M1GGeländegängige Fahrzeuge zur Personenbeförderung mit höchstens acht Sitzplätzen außer dem Fahrersitz (umgangssprachlich Geländewagen).
Geländefahrzeuge M1G müssen mindestens folgende Ausstattung nachweisen:
- eine Vorderachse und eine Hinterachse haben, die gleichzeitig oder getrennt angetrieben werden können,
- mindestens eine Differenzialsperre oder eine Einrichtung, die ähnliche Wirkung gewährleistet und
- als Einzelfahrzeug ohne Anhänger müssen sie eine Steigung von 30 % überwinden können oder dieses muss durch eine Berechnung nachweislich sein.

Außerdem müssen mindestens fünf von folgenden sechs Voraussetzungen erfüllt sein:
- Überhangwinkel vorne: mind. 25 Grad
- Überhangwinkel hinten: mind. 20 Grad
- Rampenwinkel: mind. 20 Grad
- Bodenfreiheit vorne: 180 mm
- Bodenfreiheit hinten: 180 mm
- Bodenfreiheit zwischen den Achsen: 200 mm

Diese Fahrzeuge dürfen das 1,5-fache vom zulässigen Gesamtgewicht ziehen, jedoch maximal 3,5 Tonnen.
Klasse M2Fahrzeuge zur Personenbeförderung mit mehr als acht Sitzplätzen außer dem Fahrersitz und einer zulässigen Gesamtmasse bis zu 5 Tonnen.
Klasse M3Fahrzeuge zur Personenbeförderung mit mehr als acht Sitzplätzen außer dem Fahrersitz und einer zulässigen Gesamtmasse von mehr als 5 Tonnen.
Aufbauarten
Innerhalb der M-Klassen werden folgende Aufbauarten unterschieden.
- Klassische Aufbauarten
  - AA Limousine
  - AB Schräghecklimousine
  - AC Kombilimousine
  - AD Coupé
  - AE Cabrio-Limousine
  - AF Mehrzweckfahrzeug
  - AG Pkw-Pick-up
- Zweckbestimmte Aufbauarten
  - SA Wohnmobil
  - SB Beschussgeschützt
  - SC Krankenwagen
  - SD Leichenwagen
  - SG Sonstige
  - SH Rollstuhlgerecht

### Klasse N (Güterbeförderung)
Kraftfahrzeuge zur Güterbeförderung mit mindestens vier Rädern (umgangssprachlich Lkw, Lieferwagen) sowie Kraftfahrzeuge zur Güterbeförderung mit drei Rädern und einer zulässigen Gesamtmasse über einer Tonne.
Klasse N1Fahrzeuge zur Güterbeförderung mit einer zulässigen Gesamtmasse bis zu 3,5 Tonnen.
Klasse N2Fahrzeuge zur Güterbeförderung mit einer zulässigen Gesamtmasse von mehr als 3,5 Tonnen bis zu 12 Tonnen.
Klasse N3Fahrzeuge zur Güterbeförderung mit einer zulässigen Gesamtmasse von mehr als 12 Tonnen.
Aufbauarten
Innerhalb der N-Klassen werden folgende Aufbauarten unterschieden.
- Klassische Aufbauarten
  - BA Lastkraftwagen
  - BB Van
  - BC Sattelzugmaschine
  - BD Straßenzugmaschine
  - BE Pick-up (nur bei N1 und N1G)
- Zweckbestimmte Aufbauarten
  - SB Beschussgeschützt
  - SG Sonstige
  - SM Geräteträger (nur bei NxG)
  - SF Mobilkran ohne Güterbeförderung
- Kombinierte Aufbauarten
  - BCSL Sattelzugmaschine Schwertransport
  - BDSL Straßenzugmaschine Schwertransport
- Unvollständiges Fahrzeug
  - BX Unvollständiges Nutzfahrzeug

### Klasse O (Anhänger)
Anhänger (einschließlich Sattelanhänger) für Kraftfahrzeuge.
Klasse O1Anhänger mit einer zulässigen Gesamtmasse bis zu 0,75 Tonnen.
Klasse O2Anhänger mit einer zulässigen Gesamtmasse von mehr als 0,75 Tonnen bis zu 3,5 Tonnen.
Klasse O3Anhänger mit einer zulässigen Gesamtmasse von mehr als 3,5 Tonnen bis zu 10 Tonnen.
Klasse O4Anhänger mit einer zulässigen Gesamtmasse von mehr als 10 Tonnen.
Aufbauarten
Innerhalb der O-Klassen werden folgende Aufbauarten unterschieden.
- Klassische Aufbauarten
  - DA Sattelanhänger
  - DB Deichselanhänger
  - DC Zentralachsanhänger
  - DE Anhänger mit starrer Zugeinrichtung
- Zweckbestimmte Aufbauarten
  - SB Beschussgeschützt
  - SE Wohnanhänger
  - SG Sonstige
  - SJ Untersetzachse (Dolly)
  - SK Anhänger für Schwertransport (nur bei O4)

## Leichte ein- und mehrspurige Kraftfahrzeuge
Zweirädrige oder dreirädrige Kraftfahrzeuge sowie leichte bis schwere vierrädrige Kraftfahrzeuge sind in der Verordnung (EU) Nr. 2013/168 vom 15. Januar 2013 mit der Fahrzeugklasse L und deren Unterklassen geregelt:
Anwendungsbereich
(1) Diese Verordnung gilt für alle zwei- oder dreirädrigen und vierrädrigen Fahrzeuge gemäß Artikel 4 und Anhang I (im Folgenden „Fahrzeuge der Klasse L“), die dazu bestimmt sind, auf öffentlichen Straßen gefahren zu werden, einschließlich Fahrzeuge, die in einer oder mehreren Stufen ausgelegt und gebaut werden, und für Systeme, Bauteile und selbstständige technische Einheiten sowie für Teile und Ausrüstungen, die für solche Fahrzeuge ausgelegt und gebaut werden.

### Klasse L
| Fahrzeugklasse nach Artikel 4 | Bezeichnung der Klasse und Einstufungskriterien (in der Beschreibung der Anlage XXIX der deutschen StVZO, also gemäß Durchführungsbestimmungen der deutschen Straßenverkehrs-Zulassungs-Ordnung) | Bezeichnung in den Zulassungsdokumenten gemäß EU-Richtlinie | Frühere Bezeichnungen (Deutschland)                                 |
| ----------------------------- | --- | ----------------------------------------------------------- | ------------------------------------------------------------------- |
| L1e                           | Leichtes zweirädriges Kraftfahrzeug (siehe Kleinkraftrad) mit bauartbedingter Höchstgeschwindigkeit von bis zu 45 km/h und Hubraum bis zu 50 cm³ oder bis zu 4 kW bei Elektromotoren. In den Unterklassen unterteilt in: - L1e-A: Fahrrad mit Antriebssystem (Das sind nach den Kriterien (9)–(11): „(9) Räder, die für den Pedalantrieb ausgelegt und mit einem Hilfsantrieb ausgerüstet sind, dessen Hauptzweck die Unterstützung der Pedalfunktion ist, und (10) die Leistung des Hilfsantriebs wird beim Erreichen einer Fahrzeuggeschwindigkeit von 25 km/h unterbrochen und (11) maximale Nenndauerleistung oder Nutzleistung ≤ 1 000 W […]“.) - L1e-B: Zweirädriges Kleinkraftrad (Das ist nach Kriterium (9): „Ein sonstiges Fahrzeug der Klasse L1e, das anhand der Kriterien 9 bis 12 nicht als L1e-A-Fahrzeug eingestuft werden kann.“) | 2-rädr. KKR b. 45 km/h                                      | KLEINKRAFTRAD 2-RAEDRIG KKR MOFA BIS 25 KM/H KKR L-MOFA BIS 20 KM/H |
| L2e                           | Dreirädriges Kleinkraftrad mit bauartbedingter Höchstgeschwindigkeit von bis zu 45 km/h und Hubraum bis zu 50 cm³ oder bis zu 4 kW bei Elektromotoren oder bei anderen Verbrennungsmotoren sowie einer Masse in fahrbereitem Zustand ≤ 270 kg und ausgerüstet mit höchstens zwei Sitzplätzen, einschließlich des Fahrersitzes. In den Unterklassen unterteilt in: - L2e-P: Dreirädriges Moped, ausgelegt für die Beförderung von Personen; - L2e-U: Dreirädriges Moped, ausgelegt für die Beförderung von Gütern. | 3-rädr. KKR b. 45 km/h                                      | KLEINKRAFTRAD 3-RAEDRIG                                             |
| L3e                           | Zweirädriges Kraftrad (siehe Motorrad) mit Hubraum über 50 cm³ bei Verbrennungsmotoren und/oder bauartbedingter Höchstgeschwindigkeit von mehr als 45 km/h. In den Unterklassen unterteilt nach der - Kraftradleistung: - L3e-A1: Kraftrad mit niedriger Leistung (≤ 125 cm³ Hubraum und ≤ 11 kW), - L3e-A2: Kraftrad mit mittlerer Leistung (≤ 35 kW), - L3e-A3: Kraftrad mit hoher Leistung (> 35 kW); - besonderen Nutzung: - L3e-A1E, L3e-A2E oder L3e-A3E: Enduro-Kraftrad, - L3e-A1T, L3e-A2T oder L3e-A3T: Trial-Kraftrad. | 2-rädr. KR o. BW > 45 km/h                                  | KRAFTRAD O.LB. KRAFTRAD M.LB. KRAFTRAD,LEICHTKRAFTRAD               |
| L4e                           | Zweirädriges Kraftrad mit Beiwagen (siehe Motorradgespann) mit Hubraum über 50 cm³ bei Verbrennungsmotoren und/oder bauartbedingter Höchstgeschwindigkeit von mehr als 45 km/h. In den Unterklassen unterteilt in: - L4e-A1: ≤ 125 cm³ Hubraum und ≤ 11 kW Leistung - L4e-A2: ≤ 35 kW Leistung - L4e-A3: > 35 kW Leistung | 2-rädr. KR m. BW > 45 km/h                                  | KRAFTRAD O.LB. KRAFTRAD M.LB. KRAFTRAD,LEICHTKRAFTRAD               |
| L5e                           | Dreirädriges Kraftfahrzeug mit drei symmetrisch angeordneten Rädern mit Hubraum über 50 cm³ bei Verbrennungsmotoren, 15 kW bei Elektroantrieb, Höchstgeschwindigkeit mehr als 45 km/h In den Unterklassen unterteilt in - L5e-A: Dreirädriges Kraftfahrzeug: hauptsächlich für die Beförderung von Personen ausgelegtes Fahrzeug; (inkl. vierrädrige Kfz mit schmaler Spurweite an einer Achse, siehe Ellenator) - L5e-B: Dreirädriges Fahrzeug zur gewerblichen Nutzung: dreirädriges Fahrzeug zur Güterbeförderung, ausgelegt für die ausschließliche Beförderung von Gütern. | 3-rädr. Fz. > 45 km/h                                       | DREIRAEDRIGES KFZ                                                   |
| L6e                           | Leichtes vierrädriges Kraftfahrzeug (siehe Leichtkraftfahrzeug) mit einer Leermasse bis zu 425 kg (ohne Batterien bei Elektrofahrzeugen) mit bauartbedingter Höchstgeschwindigkeit von bis zu 45 km/h und Hubraum bis zu 50 cm³ bei anderen Verbrennungsmotoren oder Elektromotoren. In den Unterklassen unterteilt in - L6e-A: Leichtes Straßen-Quad bis 4 kW - L6e-B: Leichtes Vierradmobil bis 6 kW mit den Unter-Unterklassen - L6e-BU: Leichtes Vierradmobil für Güterbeförderung: ausschließlich für die Beförderung von Gütern ausgelegtes Nutzfahrzeug, - L6e-BP: Leichtes Vierradmobil für Personenbeförderung: hauptsächlich für die Beförderung von Personen ausgelegtes Fahrzeug. | 4-rädr. Leich. Fz. b. 350 kg                                | LEICHT-KFZ BIS 45 KM/H                                              |
| L7e                           | Schweres vierrädriges Kraftfahrzeug, das nicht unter L6e fällt, mit einer Leermasse bis 450 kg (bis 600 kg für Güterbeförderung) ohne Batterien bei Elektrofahrzeugen und max. Nutzleistung bis zu 15 kW. In den Unterklassen unterteilt in - L7e-A: Schweres Straßen-Quad mit den Unter-Unterklassen - L7e-A1: A1 schweres Straßen-Quad, - L7e-A2: A2 schweres Straßen-Quad; - L7e-B: Schweres Gelände-Quad mit den Unter-Unterklassen - L7e-B1: Gelände-Quad, - L7e-B2: Side-by-Side-Buggy, - L7e-C: Schweres Vierradmobil mit den Unter-Unterklassen - L7e-CU: Schweres Vierradmobil für Güterbeförderung: ausschließlich für die Beförderung von Gütern ausgelegtes Nutzfahrzeug, - L7e-CP: Schweres Vierradmobil für Personenbeförderung: ausschließlich für die Beförderung von Personen ausgelegtes Nutzfahrzeug.                           | 4-rädr. Fz. 400 o. 550 kg                                   | 4-RAEDR.KFZ Z.PERS-BEF. 4-RAEDR.KFZ Z.GUET.BEF.                     |

## Land- und forstwirtschaftliche Fahrzeuge
Die Bestimmungen über die Land- und forstwirtschaftlichen Fahrzeuge sind in der EU-Verordnung 167/2013/EU festgeschrieben. Darin sind die Fahrzeuge wie folgt klassifiziert:
Anwendungsbereich
(1) Diese Verordnung gilt für land- und forstwirtschaftliche Fahrzeuge gemäß Artikel 4, die in einer oder mehreren Stufen ausgelegt und gebaut werden, sowie für Systeme, Bauteile und selbstständige technische Einheiten sowie Teile und Ausrüstungen, die für solche Fahrzeuge ausgelegt und gebaut werden.
Diese Verordnung gilt insbesondere für die nachstehenden Fahrzeuge:

a) Zugmaschinen (Klassen T und C),

b) Anhänger (Klasse R) und

### Zugmaschinen T und C
(Quelle:)

#### Klasse T
Klassen T1 bis T4.3: Zugmaschinen für land- oder forstwirtschaftliche Zwecke (Verordnung [EU] Nr. 167/2013)
Klasse T1Zugmaschinen auf Rädern mit einer bauartbedingten Höchstgeschwindigkeit bis 40 km/h einer Spurweite der dem Fahrer am nächsten liegenden Achse – bei Zugmaschinen mit umkehrbaren Fahrerplatz (Sitz und Lenkrad sind umkehrbar) gilt die Achse, die mit den Reifen mit dem größten Durchmesser ausgerüstet ist, als dem Fahrer am nächsten liegende Achse – von mindestens 1150 mm, einer Leermasse in fahrbereitem Zustand von mehr als 600 kg und einer Bodenfreiheit bis 1000 mm.
Klasse T2Zugmaschinen auf Rädern mit einer bauartbedingten Höchstgeschwindigkeit bis 40 km/h einer Mindestspurweite von weniger als 1150 mm, einer Leermasse in fahrbereitem Zustand von mehr als 600 kg und einer Bodenfreiheit bis 600 mm. Beträgt der Quotient aus der Höhe des Schwerpunkts der Zugmaschine (nach ISO-Norm 789-6:1982) über dem Boden und der mittleren Mindestspurweite der Achsen jedoch mehr als 0,90, so ist die bauartbedingte Höchstgeschwindigkeit auf 30 km/h begrenzt.
Klasse T3Zugmaschinen auf Rädern mit einer bauartbedingten Höchstgeschwindigkeit bis 40 km/h und einer Leermasse in fahrbereitem Zustand bis 600 kg.
Klasse T4Zugmaschinen auf Rädern mit besonderer Zweckbestimmung mit einer bauartbedingten Höchstgeschwindigkeit bis 40 km/h (T4.1: Stelzradzugmaschinen, T4.2: überbreite Zugmaschinen, T4.3: Zugmaschinen mit geringer Bodenfreiheit).
Klasse T5Zugmaschinen auf Rädern mit einer bauartbedingten Höchstgeschwindigkeit über 40 km/h.

#### Klasse C
Klassen C1 bis C5Land- oder forstwirtschaftliche Zugmaschinen auf Gleisketten, die über die Gleisketten angetrieben und gelenkt werden und deren Klassen C1 bis C5 analog zu den Klassen T1 bis T5 definiert sind.

### Anhänger und sonstige gezogene Geräte

#### Klasse R
Land- oder forstwirtschaftliche Anhänger:
Klasse R1Anhänger mit einer bauartbedingten Höchstgeschwindigkeit bis 40 km/h (Unterklasse a) oder Höchstgeschwindigkeit über 40 km/h (Unterklasse b), bei denen die Summe der technisch zulässigen Massen je Achse bis zu 1.500 kg beträgt.
Klasse R2Anhänger mit einer bauartbedingten Höchstgeschwindigkeit bis 40 km/h (Unterklasse a) oder Höchstgeschwindigkeit über 40 km/h (Unterklasse b), bei denen die Summe der technisch zulässigen Massen je Achse mehr als 1.500 kg und bis zu 3.500 kg beträgt.
Klasse R3Anhänger mit einer bauartbedingten Höchstgeschwindigkeit bis 40 km/h (Unterklasse a) oder Höchstgeschwindigkeit über 40 km/h (Unterklasse b), bei denen die Summe der technisch zulässigen Massen je Achse mehr als 3.500 kg und bis zu 21.000 kg beträgt.
Klasse R4Anhänger mit einer bauartbedingten Höchstgeschwindigkeit bis 40 km/h (Unterklasse a) oder Höchstgeschwindigkeit über 40 km/h (Unterklasse b), bei denen die Summe der technisch zulässigen Massen je Achse mehr als 21.000 kg beträgt.

#### Klasse S
Gezogene auswechselbare Geräte für die Land- oder Forstwirtschaft
S1
Gezogene auswechselbare Geräte für die Land- oder Forstwirtschaft, bei denen die Summe der technisch zulässigen Massen je Achse bis zu 3.500 kg beträgt
- S1a mit bauartbedingter Höchstgeschwindigkeit bis zu 40 km/h
- S1b mit bauartbedingter Höchstgeschwindigkeit über 40 km/h

S2
Gezogene auswechselbare Geräte für die Land- oder Forstwirtschaft, bei denen die Summe der technisch zulässigen Massen je Achse über 3.500 kg beträgt
- S2a mit bauartbedingter Höchstgeschwindigkeit bis zu 40 km/h
- S2b mit bauartbedingter Höchstgeschwindigkeit über 40 km/h

## Rechtsquellen
- Für die Fahrzeugklasse L:
  - Verordnung (EU) Nr. 168/2013 des Europäischen Parlaments und des Rates vom 15. Januar 2013 über die Genehmigung und Marktüberwachung von zwei- oder dreirädrigen und vierrädrigen Fahrzeugen.
- Für die Fahrzeugklassen M, N, O und Unterklassen Geländewagen (G) sowie mit besonderer Zweckbestimmung:
  - Verordnung (EU) 2018/858 des Europäischen Parlaments und des Rates vom 30. Mai 2018 über die Genehmigung und die Marktüberwachung von Kraftfahrzeugen und Kraftfahrzeuganhängern sowie von Systemen, Bauteilen und selbstständigen technischen Einheiten für diese Fahrzeuge

- Für die Fahrzeugklassen T und C sowie R und S:
  - Verordnung (EU) Nr. 167/2013 des Europäischen Parlaments und des Rates vom 5. Februar 2013 über die Genehmigung und Marktüberwachung von land- und forstwirtschaftlichen Fahrzeugen Text von Bedeutung für den EWR

- Anlage XXIX (zu § 20 Absatz 3a Satz 4) – EG-Fahrzeugklassen in der deutschen Straßenverkehrs-Zulassungs-Ordnung (StVZO), BGBl. 2012 I S. 931. Darin:
  - Abschnitt 1 für die Fahrzeugklassen M, N, O und Geländefahrzeuge (Symbol G);
  - Abschnitt 2 für die Fahrzeugklasse L.